# Rick McCallum
Rick McCallum (født 1952 i Heidelberg, Tyskland) er en amerikansk filmproducer, der bl.a. har medvirket i produktionen af Star Wars-filmene:
- The Phantom Menace
- Attack of the Clones
- Revenge of the Sith